# Liste des évêques et archevêques de Détroit

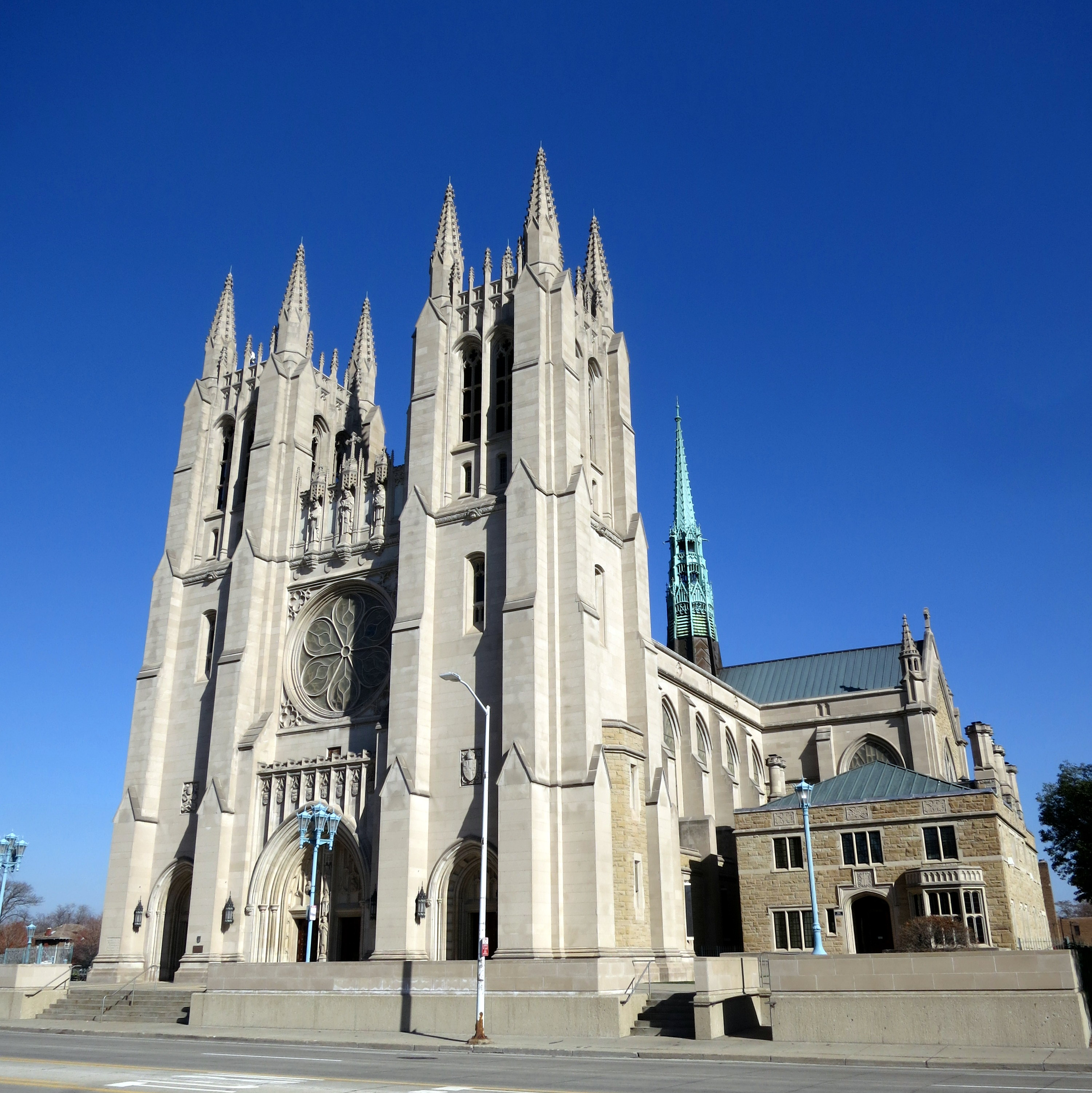
Cathédrale du Très-Saint-Sacrement de Détroit, siège de l'archidiocèse de Détroit

La liste des évêques et archevêques de Détroit recense les noms des évêques qui se sont succédé sur le siège épiscopal de Détroit depuis sa création par le pape Léon XII le 8 mars 1833, par détachement de celui de Cincinnati. 
Depuis le 22 mai 1937, celui-ci a été érigé en archidiocèse (Archidioecesis Detroitensis). Son siège est situé à la cathédrale du Très-Saint-Sacrement de Détroit.

## Liste des évêques de Détroit
- 25 février 1833 - † 30 décembre 1871 : Frédérick Résé (ou Frédérick Rezé) (Frédérick-John-Conrad Résé)
- 30 décembre 1871 - 16 avril 1887 : Caspar Borgess (Caspar Henry Borgess)
- 11 février 1888 - † 5 janvier 1918 : John Ier Foley (John Samuel Foley)
- 18 juillet 1918 - † 20 janvier 1937 : Michaël Gallagher (en) (Michaël James Gallagher)

## Liste des archevêques de Détroit
- 31 mai 1937 - † 25 octobre 1958 : cardinal (18 février 1946) Edward Mooney (Edward Aloysius Mooney)
- 18 décembre 1958 - 15 juillet 1980 : cardinal (28 avril 1969) John II Dearden (John Francis Dearden)
- 28 mars 1981 - 28 avril 1990 : cardinal (28 juin 1988) Edmund Szoka (Edmund Casimir Szoka)
- 28 avril 1990 - 5 janvier 2009 : cardinal (26 novembre 1994) Adam Maida (Adam Joseph Maida)
- 5 janvier 2009 - 11 février 2025 : Allen Vigneron (Allen Henry Vigneron)
- Depuis le 11 février 2025 : Edward Weisenburger (Edward Joseph Weisenburger)

## Galerie de portraits

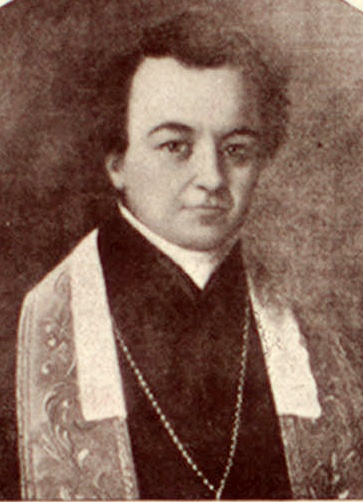
Frederick Rese (1833-1871)
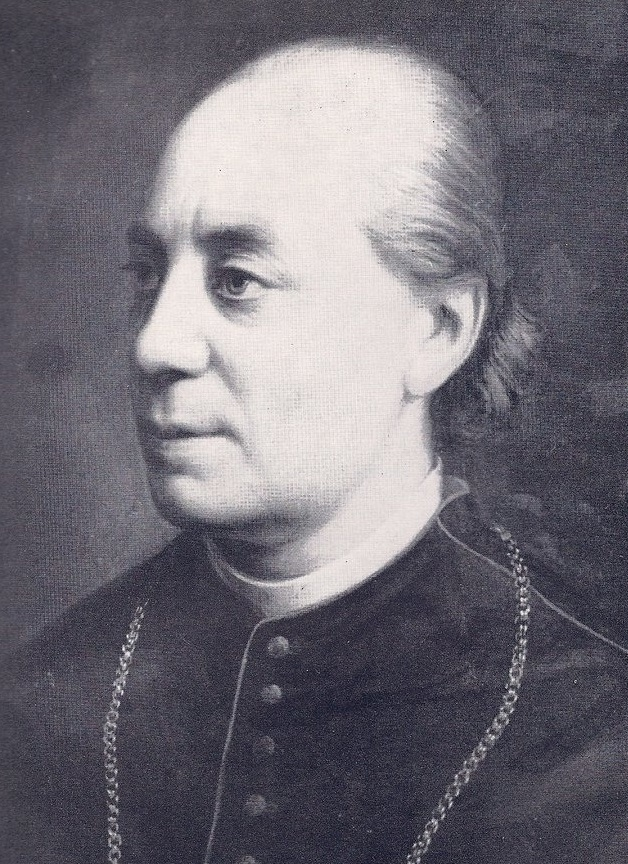
Caspar Borgess (1871-1887)
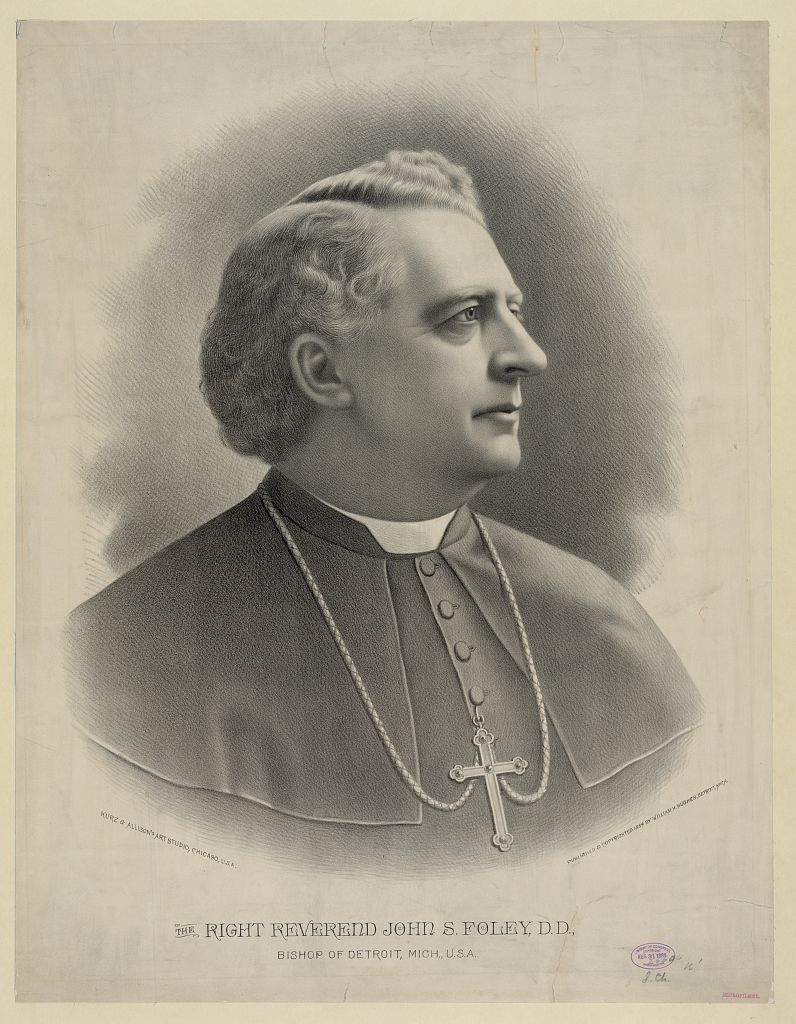
John Ier Foley (1888-1918)
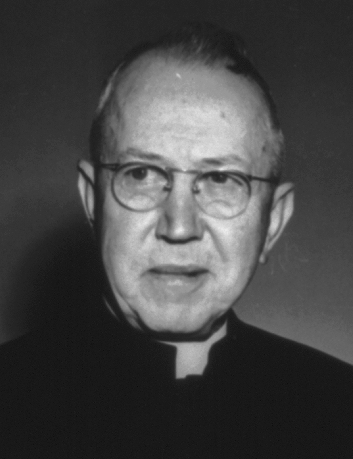
Edward Mooney (1937-1958)
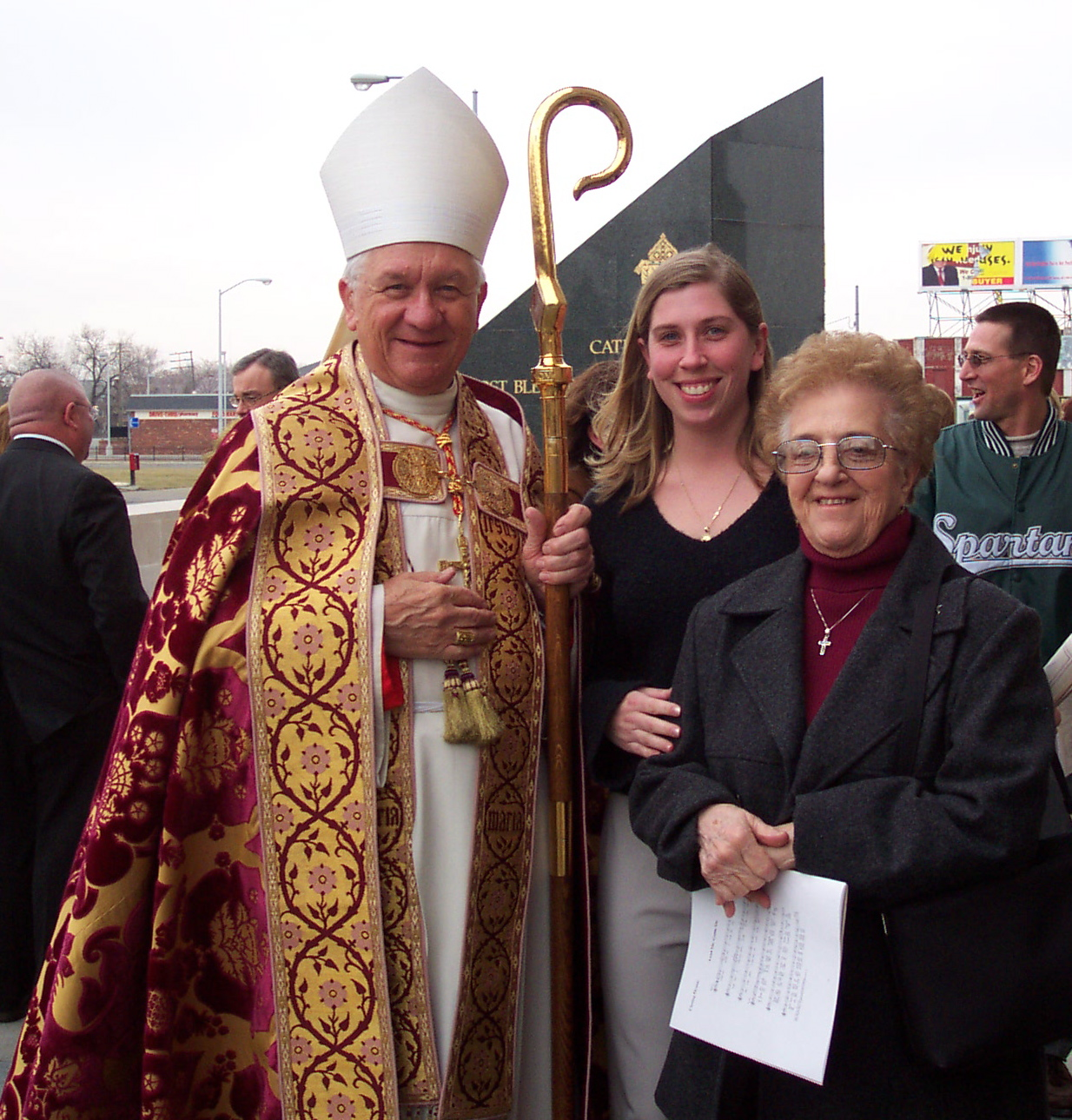
Adam Maida (1990-2009)

## Sources
- L'Annuaire pontifical, sur le site http://www.catholic-hierarchy.org, à la page